# Seema Rao

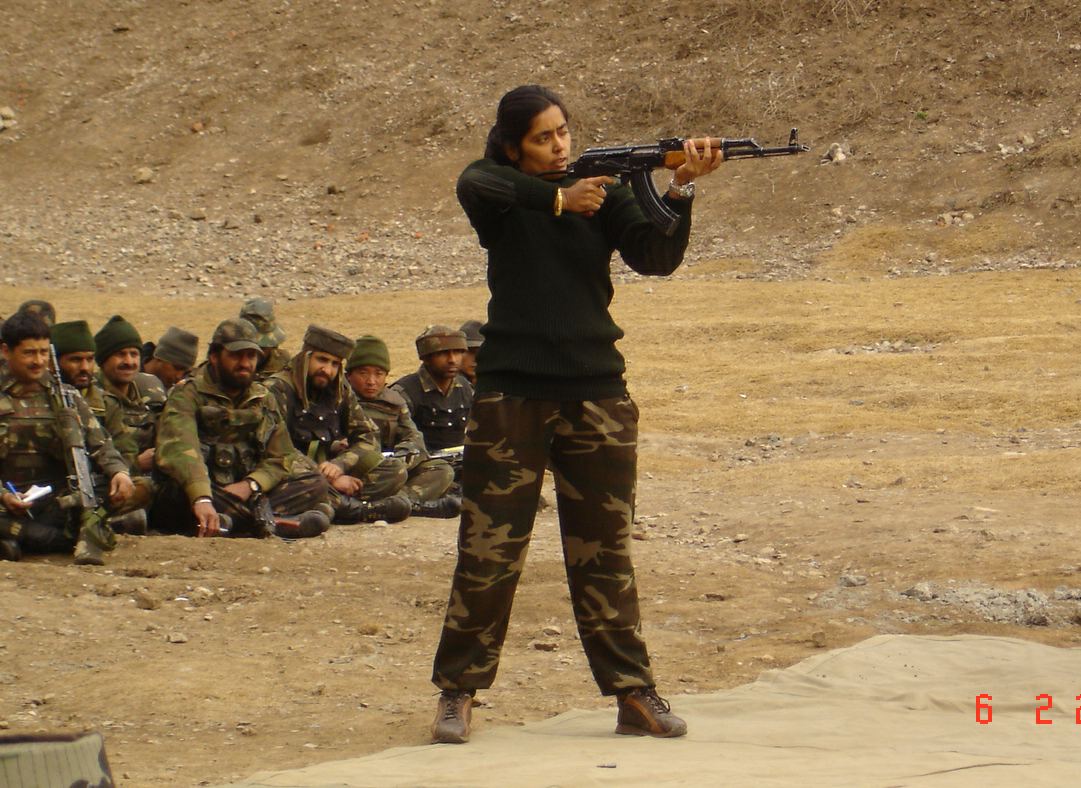
Dr Seema Rao Woman Commando Trainer at Corps Battle School Northern Command Indian Army (2007)

Seema Rao (Marathi सीमा राव; * 1970 in Mumbai) ist eine indische Ausbilderin für militärische Spezialeinheiten und Sachbuchautorin.

## Leben und Wirken
Raos Vater, Professor Ramakant Sinari war Freiheitskämpfer gegen das portugiesische Regime in Goa. Sie studierte Immunologie an der Harvard Medical School, Menschenrechte an der Stanford University und Führung an der Westminster Business School. Rao absolvierte den Doktor für Medizin. In den frühen 1990er Jahren heiratete sie Deepak Rao, einen Major und Ausbilder beim indischen Heer sowie Sachbuchautor. Seema Rao absolvierte professionelle Kurse im Segeln, im Gerätetauchen, im Bergsteigen, Survival im Dschungel, sowie Fallschirmspringen. So erarbeitete sie sich ein Verständnis für die speziellen Gefahren und Herausforderungen in der Höhe, in tiefen Gewässern, in bitterer Kälte und unter extremen Bedingungen an Land. Seema Rao hat den 8. Dan im militärischen Kampfsport, den schwarzen Gürtel in Taekwondo sowie in Krav Maga und ist eine der wenigen Frauen, die autorisiert sind, Jeet Kune Do zu unterrichten.
Als Expertin im Close Quarters Battle unterrichtet sie seit 1996 militärische Spezialeinheiten sowohl im Nahkampf als auch im Combatschießen. Sie wurde als Trainerin von der Indischen Regierung eingesetzt, arbeitete allerdings als Zivilistin pro bono. Mehr als 20.000 Kämpfer trainierte sie. Darunter Angehörige der Staatspolizei, der Indischen Luftstreitkräfte, der Marine, des Grenzschutzes, von Antiterroreinheiten und auch nationales Sicherheitspersonal.

## Auszeichnungen
- 2008: World Peace Award in Malaysia
- 2018: Presidential Award Citation
- 2018: Nari Shakti Puraskar
- 2020: Shakti Samman Award

## Schriften
- Encycyclopedia of close combat ops, 2008, Autoren: Seema Rao, Deepak Rao, UCCA Publication, ISBN 978-81-907765-0-9
- Commando : manual of unarmed combat, Deepak Rao, Seema Rao, 2010, UCCA Publication, ISBN 978-81-907765-9-2
- Forces handbook of world terrorism, Seema Rao, Deepak Rao, 2010, UCCA Publication, ISBN 978-81-907765-8-5
- Filed book of explosive recognition for anti terror OPS, Deepak Rao, Seema Rao, 2018, UCCA Publication, ISBN 978-81-907765-4-7

## Film
- 2018: Equal: True Story of India's only Woman Commando Trainer, Biografie, Dokumentation, 28 min